# Wydział Psychologii Uniwersytetu SWPS w Sopocie
Wydział Psychologii Uniwersytetu SWPS w Sopocie – jeden z wydziałów Uniwersytetu SWPS. Istnieje od 2002 roku. Obecnie kształci ponad 1300 studentów. Od początku swojego istnienia wypromował ponad 2250 absolwentów. Prowadzi zajęcia w ramach Uniwersytetu Trzeciego Wieku. Na wydziale pracuje jedna z najwybitniejszych postaci zasłużonych dla polskiej psychologii – prof. Bogdan Wojciszke.

## Studia

### Działalność dydaktyczna
Wydział prowadzi stacjonarne i niestacjonarne studia I stopnia oraz studia jednolite magisterskie (w tym studia dla magistrów i licencjatów) na kierunku psychologia w obszarach: pomoc psychologiczna, psychologia kliniczna, psychologia zdrowia, psychologia wspomagania rozwoju, psychologia organizacji i marketingu, badania rynku, zarządzanie zasobami ludzkimi.
Studia psychologiczne prowadzone na Wydziale otrzymały pozytywną ocenę Polskiej Komisji Akredytacyjnej, nadzorującej jakość kształcenia w całym kraju.

## Struktura

### Zakłady, pracownie i organizacje studenckie[2]

#### Zakłady i pracownie
- Zakład Podstaw Psychologii
- Zakład Psychologii Społecznej
- Zakład Psychologii Klinicznej i Zdrowia
- Zakład Psychologii Wspomagania Rozwoju
- Zakład Psychologii Organizacji i Marketingu
- Pracownia Badań Psychologicznych

#### Organizacje studenckie
- Samorząd Studentów Uniwersytetu SWPS w Sopocie
- Koło Naukowe Empiria
- Koło Naukowe Integra
- Koło Naukowe Seksuologii Klinicznej
- Koło Naukowe Psychologii Śledczej
- Koło Naukowe Psyche
- Koło Naukowe Zarządzania Zasobami Ludzkimi
- Koło Naukowe Mindfulness w Trójmieście
- Badawcze Koło Studentów Psychologii
- Organizacja Studencka FALA

## Wyróżnienia
Według rankingu szkół wyższych miesięcznika „Perspektywy” Uniwersytet SWPS jest jedną z dwóch najlepszych uczelni w Polsce prowadzących studia na kierunku psychologia.
W wyniku ostatniej parametryzacji jednostek naukowych przeprowadzonej przez ówczesne MNiSW w roku 2017 wydział uzyskał najwyższą kategorię naukową A.

## Władze
- Dziekan: dr hab. Romana Kadzikowska-Wrzosek, prof. Uniwersytetu SWPS
- Prodziekan ds. dydaktycznych i studenckich: dr Wiesław Baryła